# Isbryderen
Isbryderen (russisk: Ледокол, translit.: Ledokol) er en russisk spillefilm fra 2016 instrueret af Nikolaj Khomeriki.

## Medvirkende
- Pjotr Fjodorov som Andrej Petrov
- Sergej Puskepalis som Valentin Sevtjenko
- Aleksandr Pal som Nikolaj Kukusjkin
- Vitalij Khajev som Bannik
- Aleksej Barabasj som Anatolij Jeremejev